# Ashley Madekwe
Ashley Madekwe est une actrice britannique, née le 6 décembre 1983 à Londres (Angleterre).

## Biographie
Elle est née à l'est de Londres, son père est Suisse et Nigérian, sa mère est Anglaise. Elle a étudié à la Royal Academy of Dramatic Art. 
Elle est connue pour avoir interprété le rôle de Bambi dans la  série Journal intime d'une call girl, de Marissa Delfina dans la  série The Beautiful Life et d'Ashley Davenport dans la  série Revenge. Elle a épousé le 17 juin 2012 son partenaire dans la série Journal intime d'une call girl, Iddo Goldberg.

## Filmographie

### Cinéma
- 2006 : Venus : une actrice de la cour royale
- 2007 : Le Rêve de Cassandre : Lucy
- 2008 : Un Anglais à New York de Robert B. Weide : Vicky
- 2011 :  The Victim : Tia
- 2023 : Dans leur ombre (The Strays) de Nathaniel Martello-White : Neve / Cheryl

### Télévision
- 1999 : The Bill : Janie Newton (1 épisode)
- 2000 : Storm Damage : Annalise
- 2000 : Hope and Glory : Dawn (1 épisode)
- 2000 : Down to Earth : Julie (1 épisode)
- 2001 - 2002 : Teachers : Bev (9 épisodes)
- 2006 : Vital Signs : Tart (1 épisode)
- 2006 : Doctors : Sophie Wells (1 épisode)
- 2006 : Casualty : Jade Clark (1 épisode)
- 2006 : Suspect numéro 1 : Le Dernier Acte : Tanya (1 épisode)
- 2007 : Drop Dead Gorgeous : Brogan Tully (3 épisodes)
- 2008 : West 10 LDN : Elisha
- 2008 : Scotland Yard, crimes sur la Tamise : Maria (Épisode: "Tracks : Part 1")
- 2008 : Trexx and Flipside : Ollie (6 épisodes)
- 2008 : Les Enquêtes de l'inspecteur Wallander : Dolores Maria Santana (1 épisode)
- 2008 - 2010 : Journal intime d'une call girl : Bambi (14 épisodes)
- 2009 : Coming Up : Shanna (1 épisode)
- 2009 : The Beautiful Life : Marissa Delfina (4 épisodes)
- 2010 : Above Their Station : Kelly Eve
- 2011 : Bedlam : Molly Lucas
- 2011 - 2015 : Revenge : Ashley Davenport (46 épisodes)
- 2014 - 2017 : Salem : Tituba (36 épisodes)
- 2019 : Umbrella Academy : Détective Eudora Patch (3 épisodes)
- 2019 - 2020 : Tell Me a Story : Simone Garland (10 épisodes)